# Mínus
Pour les articles homonymes, voir Minus.
Mínus est un groupe islandais de rock alternatif, originaire de Reykjavik.

## Histoire
Mínus est formé en 1998 à Reykjavik, et sort un premier album en 1998, Hey Johnny. Minus perce avec son deuxième album, Jesus Christ Bobby, sorti en 2001 sur le label Smekkleysa des Sugarcubes. Le groupe a fait la première partie de Metallica, Foo Fighters et Queens of the Stone Age. Depuis leur première tournée en janvier 2002 au Royaume-Uni, Minus tourne en Europe et Amérique. 
Leur troisième album, Halldór Laxness, intitulé en hommage à l'auteur islandais (1908-1998), lauréat du prix Nobel, contient un son moins criard et des instruments plus lourds, au profit d'une approche plus douce et mélodique. Cet album est également bien accueilli par la presse spécialisée,. Après la sortie en 2003 et la réédition en 2004 de l'album Halldór Laxness, ils tournent de nouveau en Europe, aussi bien en première partie qu'en tête d'affiche, jouant ainsi sur la scène principale du Leeds Festival 2004 au Royaume-Uni. Minus devient un groupe de quatre musiciens en 2007 après le départ de Johnny (basse) et du guitariste d'origine Frosti. Siggi remplace Johnny à la basse. Le 23 mai 2007, le groupe sort son dernier album en Islande, intitulé The Great Northern Whale Kill,,. En mars 2008, l'album est publié en Europe, y compris au Royaume-Uni.
Dès 2005, le groupe se fait plus discret, avec moins de tournées, moins de mises à jour concernant l'activité du groupe, des projets parallèles entre certains de ses membres, et des périodes plus longues entre les nouvelles sorties. En 2010, le groupe annonce avoir terminé l'enregistrement de son cinquième album studio KOL, la suite de The Great Northern Whalekill (2007). Cependant, cet album ne sera jamais publié. Le groupe est reste semi-actif à la fin des années 2000, mais par la suite, dans les années 2010, il se met en pause pour une durée indéterminée. Le chanteur Krummi est désormais plus actif dans son projet principal Legend.
Mínus annonce une réunion surprise le 17 juillet 2020, à l'occasion du 40e anniversaire du batteur Bjossi, et joue un set de 25 minutes pour l'occasion, composé de plusieurs chansons de Halldór Laxness. Ils sont rejoints par d'anciens membres du groupe, Frosti à la guitare, et Johnny à la basse.

## Membres

### Derniers membres
- Krummi Björgvinsson — chant (1998-2012, 2020)
- Bjarni Sigurðarson — guitare (1998-2012, 2020)
- Björn Stefánsson — batterie (1998-2012, 2020)
- Siggi — basse (2007-2012)

### Anciens membres
- Þröstur Jónsson (Johnny) — basse (2002-2007, 2020)
- Ívar Snorrason — basse (1998-2002)
- Frosti Logason — guitare (1998-2007, 2020)

## Discographie
- 1999 : Hey Johnny!
- 2001 : Jesus Christ Bobby
- 2003 : Halldór Laxness
- 2007 : The Great Northern Whalekill